# Houghton, Michigan
Houghton är administrativ huvudort i Houghton County i den amerikanska delstaten Michigan. Orten har fått sitt namn efter geologen Douglass Houghton. Enligt 2010 års folkräkning hade Houghton 7 708 invånare.

## Kända personer från Houghton
- Nancy Harkness Love, pilot